# Tecmo
Tecmo (テクモ株式会社) est une entreprise vidéoludique japonaise spécialisée dans le développement et l'édition, fondée en 1967. Localisé à Kudankita (en), Chiyoda, à Tokyo avec une filiale à Torrance en Californie, l'entreprise est axée dans les jeux vidéo de type survival horror,. L'entreprise est connue pour des séries de jeux vidéo notables telles que Ninja Gaiden, Dead or Alive, Monster Rancher, Rygar, Project Zero et Star Force (en).
En 2009, Tecmo fusionne avec Koei pour former la société Koei Tecmo Holdings. En avril 2010, Tecmo est dissoute et ses franchises vidéoludiques sont désormais distribuées par Koei Tecmo Games,. Tecmo est également le nom d'une société de développement vidéoludique établie en mars 2010, mais par la suite fusionnée à Koei Tecmo Games en avril 2011.

## Histoire
La société est fondée le 31 juillet 1967 en tant qu'entreprise de nettoyage,. Deux ans plus tard, en 1969, elle se spécialise dans la vente d'équipements d'amusement pour fins commerciales.
En mars 1981, une division américaine est inaugurée à Los Angeles sous le nom de U.S. Tehkan, Inc.. Un mois plus tard, en avril 1981, Tehkan fait paraître son premier jeu vidéo d'arcade dans les marchés japonais intitulé Pleiades (distribué sur le continent américain par Centuri). Toujours sous sa période Tehkan, l'entreprise fait paraître des jeux vidéo d'arcade comme Bomb Jack et Tehkan World Cup. Le 8 janvier 1986, Tehkan change officiellement de nom pour Tecmo Co, Ltd..
Le fondateur de Tecmo, 	Yoshihito Kakihara, meurt le 18 juillet 2006 à l'âge de 67 ans d'une pneumopathie interstitielle,.
Le 3 juin 2008, le directeur de Team Ninja, Tomonobu Itagaki, démissionne et porte plainte contre l'entreprise pour « malversations » et « détresse émotionnelle », réclamant ainsi 145 millions de yens (1,3 million $) de dommages et intérêts. Cette plainte en entraine une autre le 16 juin par deux autres employés.
Le 29 août 2008, Square Enix prévoit un rachat de 30 pour cent (22,3 milliards de yens) des actions de la société Tecmo. Le 4 septembre 2008, Tecmo décline officiellement cette proposition.
Tecmo engage, de ce fait, des discussions avec Koei pour une éventuelle fusion entre ces deux sociétés et s'accordent en novembre 2008, pour une fusion le 1er avril 2009 pour former Koei Tecmo Holdings. Le 26 janvier 2009, les deux sociétés annoncent officiellement leur fusion, et fusionnent comme prévu le 1er avril. Tecmo continue à opérer en tant que filiale sous Koei Tecmo Holdings.
En janvier 2010, la division américaine de Tecmo Inc. et Koei America fusionnent pour créer Koei Tecmo America Corporation.
En 2010, Tecmo est officiellement dissoute et ses propriétés intellectuelles appartiennent désormais à la branche Koei Tecmo Games,. Le 15 mars 2010, soit deux semaines avant que Tecmo fut dissoute, ses studios de développment forment une nouvelle compagnie distincte qui hérite du nom de Tecmo et qui est une filiale Tecmo Koei Games. Ce fut de courte durée puisque la nouvelle société Tecmo ainsi que le nouveau développeur Koei (ayant lui-même subit une scission similaire de sa propre société-mère le 15 mars 2010) sont tous les deux dissous et absorbés par Tecmo Koei Games l'année suivante, le 1er avril 2011. Bien que Temco cesse d'exister en tant que compagnie, son logo continue d'être utilisé à l'occasion par Tecmo Koei Games pour des nouveaux jeux tels que Dead or Alive 5, Ninja Gaiden 3: Razor's Edge' et Deception IV: Blood Ties.

## Liste non exhaustive
- 1983 : Funky Fish (sur prototype d'Atari 2600), Pleiads  (prototype d'Atari 2600)
- 1984 : Bomb Jack
- 1986 : Rygar (arcade), Solomon's Key (arcade, NES)
- 1987 : Back Fire (arcade, shoot them up à l'état de prototype), Mighty Bomb Jack, Rygar (NES), Tecmo Bowl, Gemini Wing (arcade)
- 1988 : Ninja Gaiden (arcade), Ninja Gaiden (NES), SilkWorm (arcade)
- 1989 : Tecmo World Wrestling (NES)
- 1990 : Captain Tsubasa II (NES), Ninja Gaiden II: The Dark Sword of Chaos (NES), Nintendo World Cup (NES), Tecmo World Cup Soccer (NES)
- 1991, Ninja Gaiden III: The Ancient Ship of Doom (NES), Tecmo Super Bowl (NES)
- 1992 : Captain Tsubasa 3 (Super Nintendo), Fire 'N Ice (NES), Shadow Warriors (Game Boy), Tecmo Cup Football Game (Mega Drive), Tecmo Super NBA Basketball (Super Nintendo)
- 1993 : Captain Tsubasa 4 (Super Nintendo), Secret of the Stars (Super Nintendo), Tecmo Super Bowl (Super Nintendo), Tecmo Super NBA Basketball (Mega Drive)
- 1994 : Captain Tsubasa (Mega-CD), Captain Tsubasa 5 (Super Nintendo), Tecmo Super Baseball (Super Nintendo), Tecmo Super Hockey (Mega Drive)
- 1995 : Ninja Gaiden Trilogy (Super Nintendo), Turf Hero (Super Nintendo)
- 1996 : Deron Dero Dero (Saturn)
- 1997 : Dead or Alive (Saturn), J-League Go Go Goal! (Saturn)
- 1999 : Dead or Alive 2 (arcade)
- 1999 : Gallop Racer 3 (arcade)
- 2001 : Dead or Alive 3 (Xbox), Unison: Rebels of Rhythm and Dance (PlayStation 2)
- 2002 : Rygar: The Legendary Adventure (PlayStation 2)
- 2003 : Dead or Alive Xtreme Beach Volleyball (Xbox), Project Zero (Xbox, PlayStation 2)
- 2004 : Dead or Alive Ultimate (Xbox), Project Zero II: Crimson Butterfly (Xbox, PlayStation 2), Ninja Gaiden (Xbox)
- 2005 : Fatal Frame 3 (PlayStation 2), Dead or Alive 4 (Xbox 360), Trapt (PlayStation 2), Project Zero III: The Tormented (PlayStation 2), Ninja Gaiden Black (Xbox)
- 2006 : Dead or Alive Xtreme 2 (Xbox 360)
- 2007 : Ninja Gaiden Sigma   (PlayStation 3)
- 2008 : Ninja Gaiden II, Ninja Gaiden Dragon Sword (Nintendo DS)
- 2009 : Ninja Gaiden Sigma II (PlayStation 3)
- 2010 : Undead Knights (PSP)